# جون تي غودفري
جون تي غودفري (بالإنجليزية: John Trevor Godfrey)‏ هو طيار بطل أمريكي، ولد في 1922 في مونتريال في كندا، وتوفي في 1958 في مقاطعة كمبرلاند في الولايات المتحدة بسبب تصلب جانبي ضموري.